# Parasemia borussia
Parasemia borussia är en fjärilsart som beskrevs av Karl Schawerda 1906. Parasemia borussia ingår i släktet Parasemia och familjen björnspinnare. Inga underarter finns listade i Catalogue of Life.